# César Galindo (periodista)
 César Enrique Galindo Suárez (La Paz, Bolivia; 13 de septiembre de 1966) es un periodista, administrador de empresas, locutor de radio y presentador de televisión boliviano. Desde 2005 trabajó en la cadena televisiva Red UNO hasta septiembre de 2020 como presentador de noticias. En 2010 asumió la conducción del programa nocturno "Que No Me Pierda (QNMP)" en reemplazo del periodista John Arandia.
César Galindo ha desarrollado su carrera profesional mayormente en la radio boliviana. A lo largo de su carrera periodística, Galindo trabajó en importantes emisoras radiales del país como: "Radio Melodia", "Radio FIDES", "Radio Laser 98", "Radio ERBOL", "Radio Doble 8" y "Radio Éxito Bolivia".

## Biografía
Cesar Galindo nació el 13 de septiembre de 1966 en la ciudad de La Paz. Cabe mencionar que César es hijo de artistas muy reconocidos en Bolivia. Su padre es Rudy Galindo y su madre es Techy Suarez. Cesar es el hermano mayor de 5 hijos del matrimonio. 
Comenzó sus estudios escolares en 1972, saliendo bachiller el año 1983 en su ciudad natal. Realizó sus estudios profesionales en la Universidad Católica Boliviana San Pablo (UCB) y en la Universidad Mayor de San Andrés (UMSA) graduándose inicialmente como administrador de empresas y años después como periodista.
En una entrevista realizada a César Galindo, este señalaba que su padre (Rudy Galindo), lo obligó a estudiar la carrera de administración de empresas, pero a César no le gustaba dicha carrera. Se graduó con el título de licenciado en esa área de la que nunca ejerció. 
Pero años después, Cesar Galindo volvió nuevamente a la universidad para estudiar esta vez, la carrera de comunicación social, graduándose también como periodista de profesión, siendo el periodismo su pasión.   
Inició su vida laboral, cuando tenía apenas 20 años de edad, en 1986 en la "Radio Melodia". Luego empezó a trabajar en "Radio FIDES" junto al padre Eduardo Pérez paralelamente trabajó también en la "Radio Laser 98". Durante su carrera trabajó también en la "Radio ERBOL". 

### Red UNO (2005-2020)
En 2005, ya a sus 39 años de edad, César Galindo ingresó a trabajar en la cadena televisiva Red UNO como presentador de noticias. En 2010 asumió la conducción del programa nocturno "Que No Me Pierda (QNMP)" en reemplazo del periodista John Arandia. 
Cesar Galindo trabajó inicialmente junto al periodista Enrique Salazar en contacto nacional entre La Paz y Santa Cruz. El 22 de mayo de 2015, Salazar rescinde contrato con Red UNO debido a problemas con la ministra de comunicación de ese entonces Marianela Paco. Desde el 25 de mayo de 2015 Galindo conduce el programa QNMP junto a la periodista Cecilia Bellido. Galindo también trabaja en la "Radio Doble 8" de la ciudad de La Paz.
Galindo condujo también los noticieros meridiano y nocturno junto a los periodistas Claudia Fernández (esposa del exVicepresidente de Bolivia Álvaro García Linera), Asbel Valenzuela y Juan Carlos Monrroy.
En 2019, ingresó a trabajar a la "Radio Éxito Bolivia". y en septiembre de 2020 renunció a la Red Uno.